# Wendelinskapelle (Merenschwand)

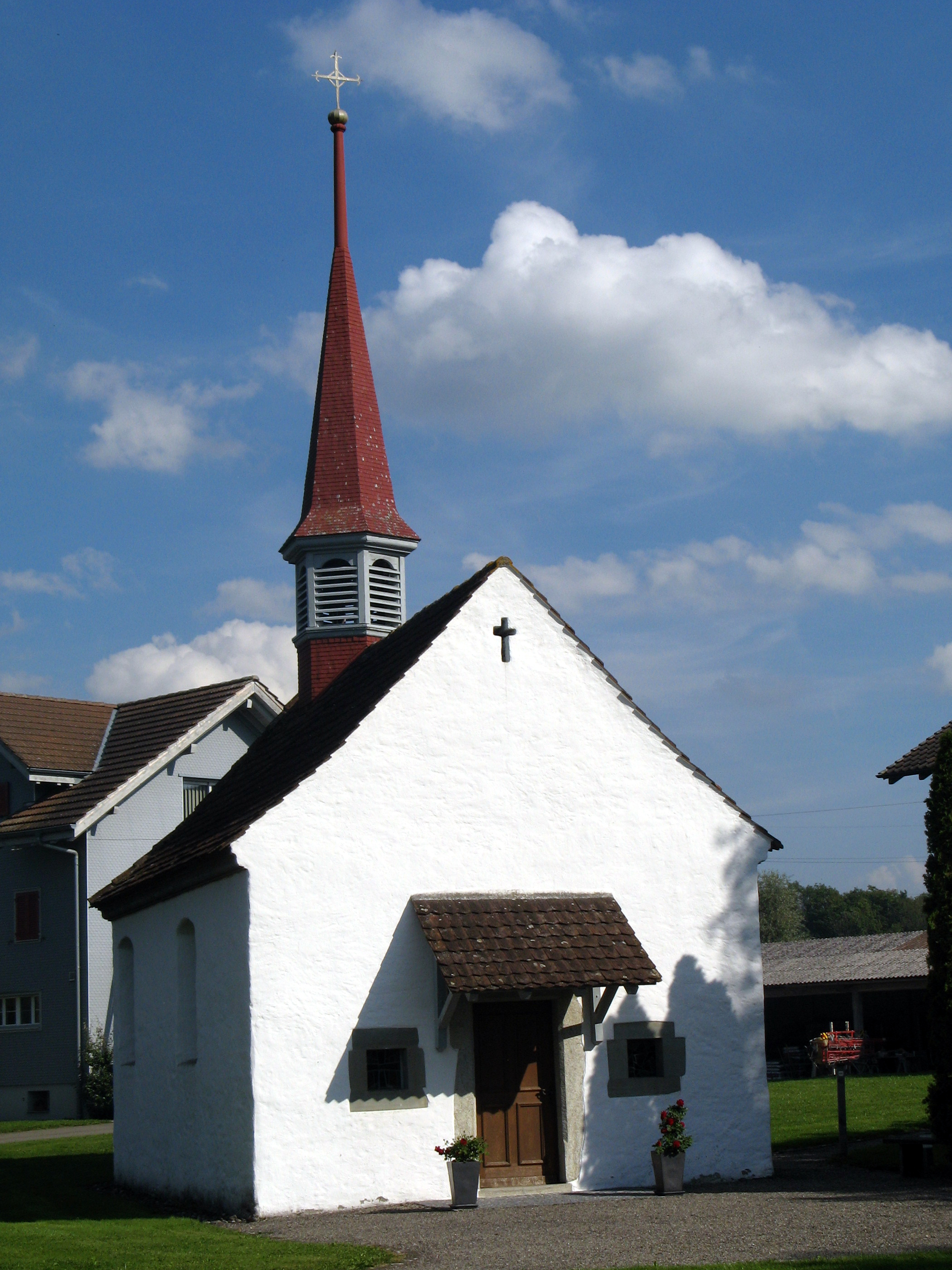
Wendelinskapelle

Die Wendelinskapelle ist eine römisch-katholische Kapelle in Hagnau, einem Weiler in der Gemeinde Merenschwand im Kanton Aargau.
Stifter der Kapelle waren Rudolf Richwiler und seine Ehefrau Verena Leuthard aus dem Hof Untere Hagnau. Die Einweihung erfolgte am 3. Juni 1603 durch Johann Georg von Hallwyl, dem Bischof von Konstanz. 1723 erwarb die Familie Weber den Hof mitsamt Servitut auf der Kapelle; 1766 erhielt sie vom Rat der Stadt Luzern die Genehmigung, die Kapelle neu zu bauen. Die Arbeiten dürften in den 1770er Jahren ausgeführt worden sein, denn am 17. August 1780 wurde sie neu geweiht. 1960 erfolgte eine umfassende Renovation.
An das rechteckige Kirchenschiff mit den vier Stichbogenfenstern schliesst sich ein durch Mauerzungen abgetrennter Chor an. Darüber erhebt sich ein Dachreiter mit zwei Glocken (in den Jahren 1600 und 1707 gegossen), wobei die jüngere aus der Pfarrkirche St. Rupert in Oberrüti stammt.

## Literatur

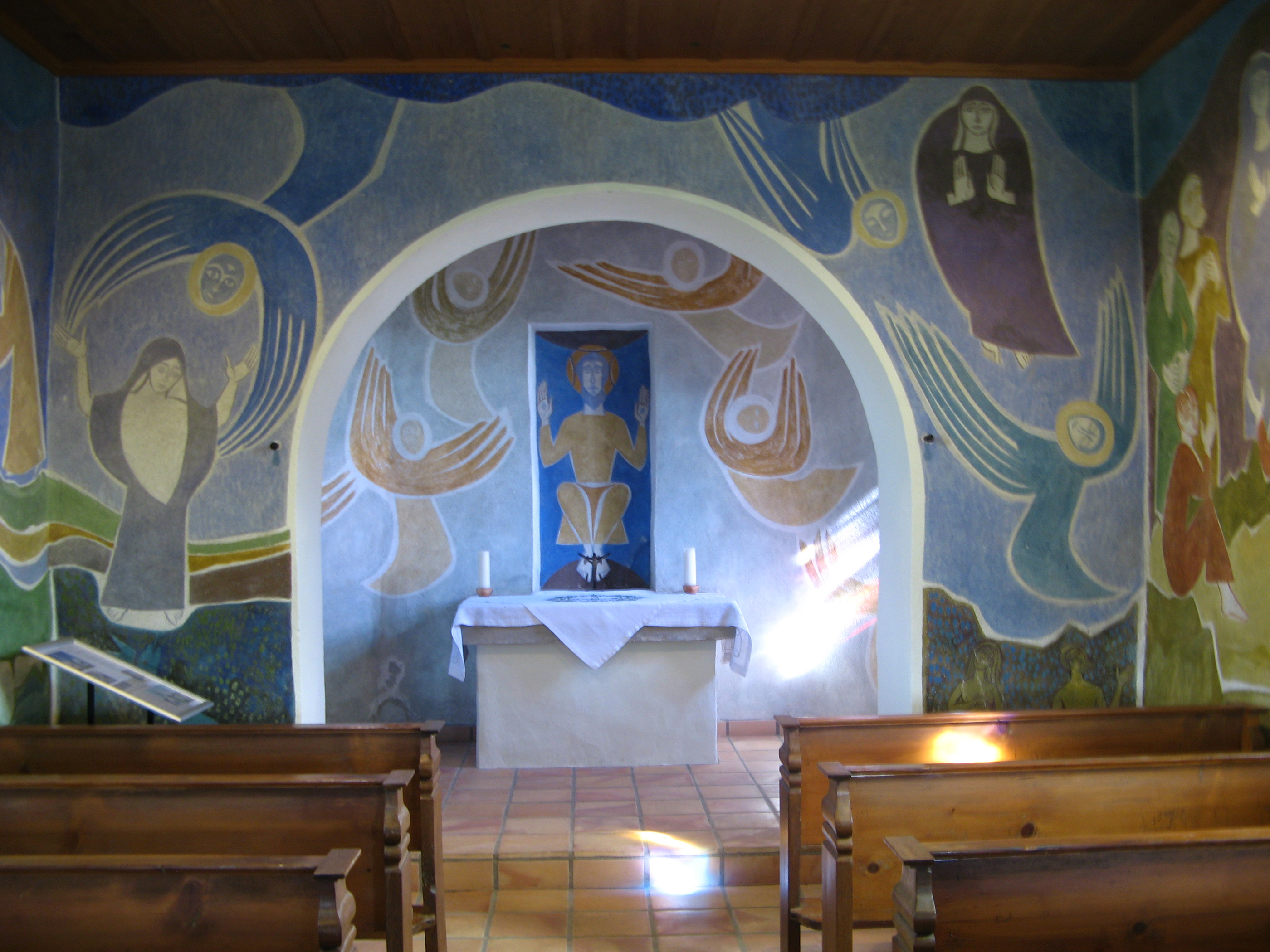
Innenraum